# Greenland Airports
Greenland Airports ((grønlandsk): Mittarfeqarfiit) driver offentlige lufthavne i Grønland. Greenland Airports er en nettostyret virksomhed under Grønlands Selvstyre og har ansvaret for de to atlantlufthavne i Kangerlussuaq og Narsarsuaq, 11 regionale lufthavne, 6 heliporte samt 40 helistop. Tidligere har Grønlands Lufthavne drevet to hoteller i atlantlufthavnene – Hotel Kangerlussuaq (frasolgt i 2023 ) og Hotel Narsarsuaq (sat til salg i 2023)

## Internationale lufthavne i Grønland
| Lufthavn                | Kommune    | International forbindelse | Flyselskab                 |
| ----------------------- | ---------- | ------------------------- | -------------------------- |
| Ilulissat Lufthavn      | Avannaata  | Reykjavík                 | Air Iceland                |
| Kangerlussuaq Lufthavn  | Qeqqata    | København                 | Air Greenland              |
| Kulusuk Lufthavn        | Sermersooq | Reykjavík                 | Air Iceland                |
| Narsarsuaq Lufthavn     | Kujalleq   | Reykjavík                 | Air Iceland                |
| Nerlerit Inaat Lufthavn | Sermersooq | Reykjavík                 | Air Iceland                |
| Nuuk Lufthavn           | Sermersooq | Keflavík og Reykjavík     | Air Greenland, Air Iceland |

## Virksomhedens drift
Greenland Airports er en nettostyret virksomhed under for Departementet for Bolig og Infrastruktur i Grønlands Selvstyre, som virksomheden har indgået en resultatkontrakt med. Kontrakten udspecificerer 19 strategiske mål for virksomheden. Driften af Grønlands Lufthavne er garanteret af Grønlands landskasse; virksomheden fik for første gang i en årrække et overskud i 2008. Overskuddet var på 10,6 millioner kroner. Hovedkontoret er i Nuuk og pr. 1. juni 2017 ledes Grønlands Lufthavne af Marie Fleischer, der senest kommer fra stillingen som direktør for Fælles Service i Kommuneqarfik Sermersooq. Marie Fleischer har også været direktør for Sermersooq Erhvervsråd, og har været konsulent for Grønlands Turist- og Erhvervsråd samt for Destination Avannaa. Virksomheden beskæftiger i dag ca. 450 medarbejdere fordelt over hele Grønland.
Grønlands Lufthavne bedriver uddannelsesvirksomhed gennem "Skolen for interne uddannelser" og uddanner selv AFIS-operatører, HIS-operatører, flyveledere og trafikassistenter. Virksomheden gennemfører desuden uddannelse indenfor brand- og redningstjeneste, security, søredning og ledelse.
Udover lufthavnssdriften der inkluderer passager- og baggagehandling, security og AFIS, har Grønlands Lufthavne ansvar for en række andre funktioner omkring et udsnit af lufthavnene, herunder energiforsyning, værksteder i flere lufthavne. Grønlands Lufthavne er under bemyndigelse af Trafikstyrelsen i Danmark, som er myndighed for civil luftfart i Danmark, Grønland og Færøerne.

## Historie
Greenland Airports blev etableret 1. januar 1988 under navnet Grønlands Lufthavnsvæsen som koordinerende og styrende organisation for Grønlands offentlige lufthavne. Tidligere havde de forskellige lufthavne i Grønland været styret af Kongelige Grønlandske Handel, KGH, (nu KNI) og Grønlands Tekniske Organisation, GTO, (nu Nukissiorfiit) Samtidig blev Grønlands Lufthavnes logo indført, og det tilskrives daværende landsstyremedlem for Handel og Trafik, Josef Tuusi Motzfeldt. 
I løbet af 1980´erne blev GTO og KGH overført fra dansk myndighed til Hjemmestyret under den daværende Regeringen Poul Schlütter. Pr. 1. januar 1986 have Hjemmestyret overtaget de væsentlige sagsområder, der muliggjorde en grønlandsk drift af intern transport.
Ved Hjemmestyrets etablering i 1979 var administration og tilhørsforhold for de grønlandske lufthavne og helikopterlandingspladser fordelt på en række ministerier, myndigheder og institutioner - Forsvarsministeriet, mineselskabet Greenex A/S, Grønlandsfly A/S (nu Air Greenland), GTO og KGH, US Air Force samt Statens Luftfartsvæsen.
Ved en organisationsændring i februar 2013 blev Grønlands Lufthavnes 13 lufthavne på opdelt i fem administrative enheder, hvor atlantlufhavnene udgør hver deres enhed.. Dernæst er Mellemstore-, små- og grusbane-lufthavnene enheder. Helistop og heliporte ligger administrativt under de nærmeste lufthavne:

### Atlantlufthavne
- Kangerlussuaq
- Narsarsuaq
- Nuuk

### Mellemstore lufthavne
- Sisimiut
- Ilulissat

### Små lufthavne
- Maniitsoq
- Paamiut
- Upernavik
- Aasiaat

### Grusbane-lufthavne
- Qaarsut
- Nerlerit Inaat
- Qaanaaq
- Kulusuk

### Heliporte
- Nanortalik
- Qaqortoq
- Narsaq
- Qasigiannguit
- Qeqertarsuaq
- Alluitsup Paa

### Helistop
- Uummannaq
- Ittoqqortoormiit
- Tasiilaq
- Isortoq
- Tiniteqilaaq
- Kuummiut
- Sermiligaaq
- Eqalugaarsuit
- Qassimiut
- Aappilattoq
- Narsaq Kujalleq
- Tasiusaq
- Ammassivik
- Upernavik Kujalleq
- Kangersuatsiaq
- Aappilattoq
- Innaarsuit
- Tasiusaq
- Nuussuaq
- Kullorsuaq
- Illorsuit
- Nuugaatsiaq
- Ikerasak
- Saattut
- Ukkusissat
- Niaqornat
- Kangaatsiaq
- Ikerasaarsuk
- Attu
- Niaqornaarsuk
- Iginniarfik
- Kitsissuarsuit
- Akunnaaq
- Ikamiut
- Saqqaq
- Qeqertaq
- Ilimanaq
- Savissivik
- Moriusaq
- Siorapaluk

I 2016 blev det selvstyre-ejede firma Kalaallit Airports A/S dannet. Dets opgave var at bygge nye lufthavne i Nuuk, Ilulissat og Qaqortoq.
I april 2024 blev Kalaallit Airports og Mittarfeqarfiit slået sammen og det nye navn for firmaet blev Greenland Airports.

## Ekstern henvisning og noter
1. ↑  "Hotel Kangerlussuaq er blevet solgt". Hentet 12. november 2024.
2. ↑  "Selvstyret sælger ud: Hotel Narsarsuaq kan blive dit". Hentet 12. november 2024.
3. 1 2 3 4 5  Air Iceland Timetable
4. 1 2  "Air Greenland, Departures and Arrivals". Arkiveret fra originalen 9. marts 2010. Hentet 10. maj 2013.
5. 1 2 3   E. Ancker, Paul (1999). cand. Phil i historie. De grønlandske flyvepladsers historie og udvikling. Grønland: Dansk Institut for Aeronautiske Studier. ISBN 87-987256-0-2. {{cite book}}: |access-date= kræver at |url= også er angivet (hjælp)
6. ↑  Grønlands Lufthavnes hjemmeside (Webside ikke længere tilgængelig)
7. ↑  "Grønlandsk lufthavnskoncern får nyt navn". Check-in.dk. Hentet 22. oktober 2024.

- www.airports.gl Officiel hjemmeside

|  | Denne artikel er mærket geografiske koordinater mangler og der er defineret et hovedkvarter Pt. kan skabelonen, som sættes denne besked, ikke håndtere geografiske koordinater på et hovedkvarter. Men der arbejdes på sagen. Du kan hjælpe ved at indsætte koordinater i wikidata. |